# Décès en février 1992
Décès
- 1988
- 1989
- 1990
- 1991
- 1992
- 1993
- 1994
- 1995
- 1996

Pour une information complémentaire, voir la page d'aide.

| Date        | Nom                        | Activités | Âge | Source |
| ----------- | -------------------------- | --- | --- | ------ |
| 1er février | Gary Lautens (en)          | humoriste et presse écrite éditorialiste canadien |     |        |
| 1er février | Jean Hamburger             | médecin, essayiste et académicien français | 82  |        |
| 2 février   | Bert Parks (en)            | acteur, chanteur et annonceur de la radio et de la télévision, américain                                                                                       | 77  |        |
| 3 février   | Jay Ilagan (en)            | acteur philippin | 38  |        |
| 3 février   | Ole Aarnæs (en)            | spécialiste de saut en hauteur norvégien | 103 |        |
| 3 février   | Jean Feugereux             | peintre paysagiste, aquarelliste, graveur et écrivain français                                                                                                 | 68  |        |
| 4 février   | Alan Davies (en)           | footballeur britannique | 30  |        |
| 4 février   | John Dehner                | acteur américain | 76  |        |
| 4 février   | Lisa Fonssagrives          | mannequin suédoise | 80  |        |
| 5 février   | Miguel Rolando Covian (en) | physiologiste argentino-brésilien | 78  |        |
| 5 février   | Maxwell Meighen (en)       | financier canadien et fils de Arthur Meighen, 9e premier ministre du Canada                                                                                    | 83  |        |
| 5 février   | Albert Chartier            | sculpteur et peintre français | 93  |        |
| 7 février   | Buzz Sawyer (en)           | catcheur américain | 32  |        |
| 7 février   | Gunnar Randers (en)        | homme politique norvégien | 77  |        |
| 8 février   | Denny Wright (en)          | guitariste de jazz britannique | 67  |        |
| 9 février   | Apeng Daldal (en)          | acteur, chanteur et écrivain philippin | 63  |        |
| 10 février  | Alex Haley                 | écrivain américain | 70  |        |
| 11 février  | Ray Danton                 | acteur et réalisateur américain | 60  |        |
| 12 février  | Oliver Blake               | acteur américain | 86  |        |
| 12 février  | Bep van Klaveren           | boxeur néerlandais | 84  |        |
| 13 février  | Nikolaï Bogolioubov        | mathématicien et physicien russe | 82  |        |
| 14 février  | Georges Friboulet          | pianiste et compositeur français | 81  |        |
| 14 février  | Helen Vela (en)            | actrice philippine | 45  |        |
| 15 février  | Daniël Coens               | homme politique belge | 53  |        |
| 15 février  | William Schuman            | compositeur américain | 81  |        |
| 15 février  | María Elena Moyano         | militante sociale et féministe péruvienne | 33  |        |
| 16 février  | Herman Wold                | économiste et statisticien suédois | 83  |        |
| 16 février  | Jânio da Silva Quadros     | juriste, professeur de droit et homme politique brésilien du XXe siècle. 22e président de la république des États-Unis du Brésil du 31 janvier au 25 août 1961 | 75  |        |
| 16 février  | Angela Carter              | romancière et journaliste anglaise | 51  |        |
| 19 février  | Tojo Yamamoto (en)         | catcheur américain | ?   |        |
| 19 février  | Odd Vattekar (en)          | homme politique norvégien | 74  |        |
| 20 février  | Dick York                  | acteur américain | 63  |        |
| 20 février  | Pierre Dervaux             | chef d'orchestre français | 75  |        |
| 20 février  | Roberto D'Aubuisson        | homme politique salvadorien | 47  |        |
| 22 février  | Olav Haukvik (en)          | homme politique norvégien | 63  |        |
| 22 février  | Sudirman Arshad (en)       | chanteur et auteur-compositeur malaisien | 37  |        |
| 23 février  | Maurice Raes               | coureur cycliste belge | 85  |        |
| 23 février  | Paul Winter                | athlète français, discobole | 86  |        |
| 23 février  | Márkos Vafiádis            | militaire et homme politique grec. cadre du Parti communiste de Grèce                                                                                          | ?   |        |
| 24 février  | Ljubo Benčić               | joueur et entraîneur de football yougoslave et croate | 87  | (sr)   |
| 25 février  | Carl Monssen               | rameur norvégien | 70  |        |
| 25 février  | Scoop Lewry (en)           | reporteur et homme politique canadien | 72  |        |
| 26 février  | Gerrit Schulte             | coureur cycliste néerlandais | 76  |        |
| 27 février  | György Nagy                | footballeur hongrois | 49  |        |
| 27 février  | Antoine Wehenkel           | ingénieur et homme politique luxembourgeois | 82  |        |
| 27 février  | S. I. Hayakawa             | linguiste et homme politique américain, né canadien | 85  |        |
| 29 février  | Willie Fagan               | Footballeur international écossais | 75  |        |
| 29 février  | Earl Scheib (en)           | américain | 84  |        |
| 29 février  | Ruth Pitter (en)           | poète britannique | 94  |        |